# Distoleon bivittatus
Distoleon bivittatus is een insect uit de familie van de mierenleeuwen (Myrmeleontidae), die tot de orde netvleugeligen (Neuroptera) behoort. 
Distoleon bivittatus is voor het eerst wetenschappelijk beschreven door Banks in 1914.